# Moenkhausia dichroura
 (décembre 2018).
Si vous disposez d'ouvrages ou d'articles de référence ou si vous connaissez des sites web de qualité traitant du thème abordé ici, merci de compléter l'article en donnant les références utiles à sa vérifiabilité et en les liant à la section « Notes et références ».
Espèce
Moenkhausia dichoura est une espèce de poisson appartenant à la famille des Characidae.
Il est originaire d'Amérique du Sud, dans les bassins des fleuves d'Amazone, Paraguay et Orénoque[réf. nécessaire].

## Description
C'est un poisson dont les mâles sont plus fins que les femelles et qui ont une vessie natatoire pointue ventrallement. Ils atteignent une longueur maximale de 4,5 cm. Ils ressemblent beaucoup à Moenkhausia intermedia. Ils vivent naturellement en Amérique du Sud au Guyana, au Paraguay et au Brésil. On le rencontre dans le bassin de l'Amazone, dans les rivières Paraguay et Paranagua. Son régime est carnivore et omnivore.

## Systématique et taxonomie
Le nom valide complet (avec auteur) de ce taxon est Moenkhausia dichroura (Kner, 1858).
L'espèce a été initialement classée dans le genre Tetragonopterus sous le protonyme Tetragonopterus dichrourus Kner, 1858,.
Moenkhausia dichroura a pour synonymes :
- Ctenobrycon dichrourus (Kner, 1858)
- Tetragonopterus dichrourus Kner, 1858[1]